# Nucras lalandii
Espèce
Synonymes
- Lacerta lalandii Milne-Edwards, 1829

Nucras lalandii est une espèce de sauriens de la famille des Lacertidae.

## Répartition
Cette espèce se rencontre en Eswatini et en Afrique du Sud.

## Étymologie
Cette espèce est nommée en l'honneur de Pierre Antoine Delalande.

## Publication originale
- Milne-Edwards, 1829 : Recherches zoologiques pour servir à l'histoire des lézards, extraites d'une monographie de ce genre. Annales des Sciences Naturelles, Paris, vol. 16, p. 50-89 (texte intégral).